# Aplogompha saumayaria
Aplogompha saumayaria là một loài bướm đêm trong họ Geometridae.